# Projektilskyttel
Vävmaskiner med projektilskyttel tillverkades av firma Sulzer i Schweiz. Marieholms Yllefabriks AB var det första företag i Sverige som redan i början av 1960-talet anskaffade dylika vävmaskiner.
I dessa mycket snabbgående vävmaskiner har skytteln ersatts av en "projektil", en s.k. trådförare som är utrustad med en gripare med vars hjälp väftgarnet drages genom vävskälet.